# Нижнее Мамбетшино
Нижнее Мамбетшино (баш. Түбәнге Мәмбәтша) — деревня в Зианчуринском районе Республики Башкортостан Российской Федерации. Входит в состав Яныбаевского сельсовета.

## География

### Географическое положение
Расстояние до:
- районного центра (Исянгулово): 112 км,
- ближайшей ж/д станции (Кувандык): 24 км.

## Население
| 1939 | 1959 | 1970 | 1979 | 1989 | 2002 | 2009 |
| ---- | ---- | ---- | ---- | ---- | ---- | ---- |
| 276  | ↘106 | ↗153 | ↘110 | ↘108 | ↘97  | ↘85  |
| 2010 |      |      |      |      |      |      |
| ↘75  |      |      |      |      |      |      |